# إبراهيم يوسف سليمان
إبراهيم يوسف سليمان (1908–3 مايو 1982) سياسي سوداني لعب دورًا في المشهد السياسي في السودان قبل الاستقلال وبعده. شغل منصب رئيس دولة جمهورية السودان كرئيس لمجلس السيادة السوداني الثاني.

## النشأة والتعليم
ولد إبراهيم يوسف سليمان عام 1908 في بيت المال، أم درمان وهو من الكواهلة. عمل والده الشيخ يوسف سليمان مع خليفة المهدي، وشغل منصب وصي بيت المال، خزينة الدول الإسلامية القديمة. كان سليمان أصغر إخوته. تلقى تعليمه الابتدائي في أم درمان ورفاعة، ثم التحق بكلية جوردون التذكارية وتخرج منها كمحاسب عام 1928.

## حياة مهنية
بعد الانتفاضة السودانية عام 1924، شارك سليمان في تأسيس جمعية أبوروف الأدبية الشهيرة مع خضر حميد وإسماعيل العتباني وآخرين.  في عام 1944، تم تشكيل المؤتمر العام للخريجين، ودارت فيه الحياة السياسية، وولدت الأحزاب. انضمت جمعية أبوروف الأدبية إلى المؤتمر. أصبح عضوًا في لجنة مجلس الشيوخ بالكونجرس وساعد في صياغة مذكرة المؤتمر الشهيرة. من جمعية أبوروف الأدبية، تأسس الحزب الوطني الوحدوي (الذي أصبح فيما بعد الحزب الاتحادي الديمقراطي ) في عام 1952، وكان السكرتير الأول للحزب.
عمل سليمان في الولاية في مناطق مختلفة وتم اختياره من بين مجموعة صغيرة لشغل منصب نائب المفوض. لكن إبراهيم يوسف رفض هذا المنصب لأنه تضمن قسم الولاء للتاج البريطاني، فتم نقله إلى القضارف. وهناك شكل خلية للمؤتمر العام للخريجين وانضم إليها في ذلك الوقت عدد من سكان القضارف.
تم اختيار سليمان كعضو في لجنة السودنة التي مهدت الطريق للاستقلال. كان إبراهيم يوسف آخر رئيس للجنة السودنة في ديسمبر 1955، وكان هو من قام بتقييم الوثائق والخطاب الختامي للجنة أمام مجلس الوزراء قبل الاستقلال. بعد الاستقلال، كان مديرًا للمؤسسة الوطنية للكهرباء ووزيرًا للشؤون الاجتماعية. 

### مجلس السيادة السوداني الثاني

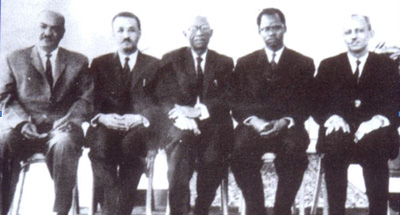
مجلس السيادة السوداني الثاني من اليسار إلى اليمين: تيجاني الماحي ومبارك شداد وإبراهيم يوسف سليمان ولويجي أدوك بونج جيكوميو وعبد الحليم محمد.

بعد ثورة أكتوبر 1964 وعزل عبود، تم اختياره عضوًا في مجلس السيادة، ممثلاً عن حزب الشعب الديمقراطي وكان عضو مع تيجاني الماحي (أكاديمي / مستقل)، مبارك شداد (الحزب الاتحادي الديمقراطي)، لويجي أدوك بونج جيكوميو (الجبهة الجنوبية) وعبد الحليم محمد (حزب الأمة) من 3 ديسمبر 1964 إلى 10 يونيو 1965.   كان رئيسًا للمجلس، وبالتالي رأسًا للدولة في الفترة من 6-31 ديسمبر 1964 و 1-10 يونيو 1965.  تم تشكيل مجلس السيادة السوداني الثاني للإشراف على الانتقال إلى الحكم المدني. كان سر الختم الخليفة، الذي شغل منصب رئيس الوزراء من 30 أكتوبر 1964 إلى 2 يونيو 1965. من أشد المنتقدين لنظام الجنرال عبود. 